# Religión muisca
La religión muisca es una manifestación religiosa practicada por los muiscas desde la época prehispánica hasta la actualidad, puesto que diversos grupos buscan revivir la cultura muisca en sus diferentes dimensiones, incluyendo la dimensión espiritual.

## Cosmovisión

### Mitos de creación

#### Mito de Bague
En el principio sólo existía Bague, la Madre Abuela. Entonces Bague gritó, y aparecieron los dioses, la luz, las plantas, los animales y los muiscas. Luego los dioses llenaron una olla con semillas y piedras, y sembraron luceros en el espacio. Tomaron las migajas que habían quedado en la olla y las lanzaron muy lejos, y ese fue el origen de las estrellas. Sin embargo, todo estaba quieto, nada se movía. Entonces los dioses fueron a visitar a Bague, y le contaron su pesar porque nada se movía, ni crecía, ni sonaba. La Madre Abuela preparó una bebida que los dioses tomaron hasta quedar dormidos. Comenzaron a soñar y a tener visiones, y en sus sueños todo se movía, las aves cantaban, las cascadas hacían ruido y los hombres se afanaban en sus labores cotidianas. Cuando los dioses despertaron, la luz se esparció por el universo, y todo tuvo movimiento, como en sus sueños.

#### Mito de Chiminagagua
Cuando era de noche, antes que hubiera nada en el mundo, estaba la luz metida en una cosa grande que no se sabía qué era, llamada Chiminagagua, de donde después salió. Chiminagagua comenzó a amanecer y a mostrar la luz que en sí tenía. Luego que quedó todo claro e iluminado. Chiminagagua creó todas las otras cosas que hay en el mundo, y entre todas, las más hermosas fueron el Sol y su esposa, la Luna.

#### Mito de los caciques de Sogamoso y Ramiriquí

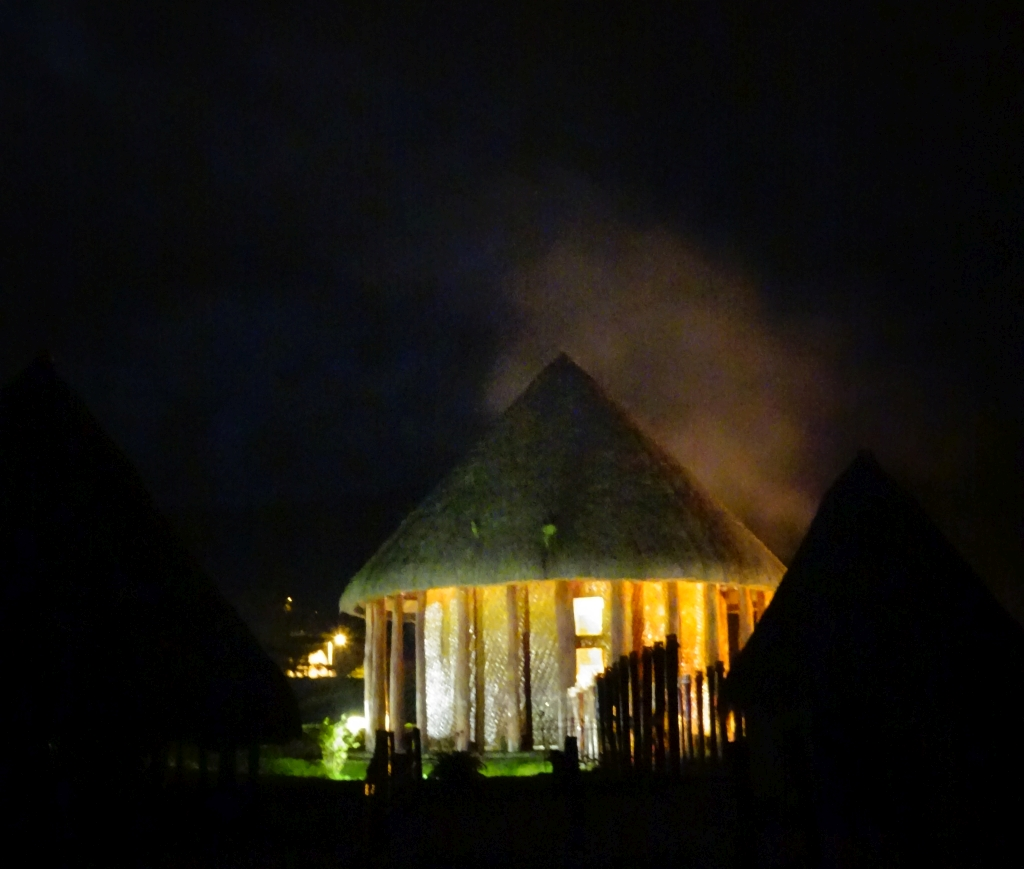
Templo del Sol en Sogamoso durante una celebración de la Fiesta del Huán, que conmemora los acontecimientos narrados en el mito de los caciques Sogamoso y Ramiriquí.

En las provincias de Hunza (Tunja) y Sogamoso, existía un mito de la creación según el cual, cuando amaneció el mundo, ya había cielo y tierra, y todo lo demás, menos el Sol y la Luna, de modo que todo estaba en tinieblas, y no había más que dos personas en el mundo: el Cacique de Sogamoso y el de Ramiriquí (o Tunja). Estos caciques crearon a los seres humanos: a los hombres de tierra amarilla, y a las mujeres de una hierba alta que tiene el tronco hueco. Después, para darle luz al mundo, el cacique de Sogamoso mandó al de Ramiriquí, que era su sobrino, a que se subiese al cielo y alumbrase la Tierra convertido en Sol. Pero viendo que el Sol no era suficiente para alumbrar la noche, se subió Sogamoso al cielo y se hizo Luna. Esto sucedió en el mes que se corresponde con diciembre, y desde entonces se celebraba aquel suceso, sobre todo en Sogamoso, con una fiesta llamada Huan.

#### Mito de Bachué

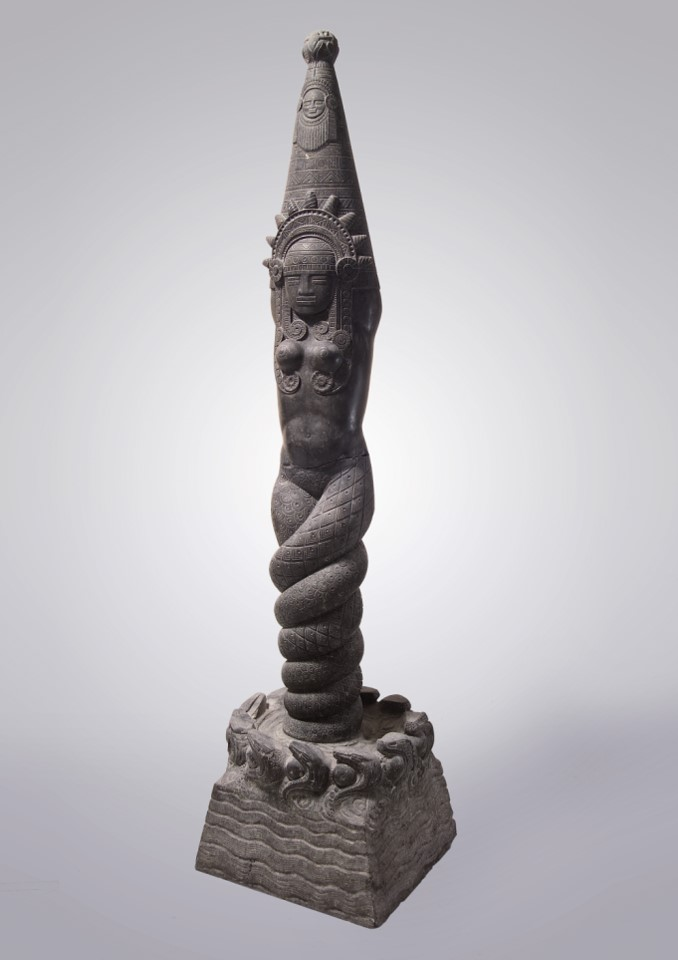
Bachué transformándose en serpiente, obra de Rómulo Rozo (1925).

De la Laguna de Iguaque, poco después de la creación del mundo, salió una mujer llamada Bachué, también conocida como Furachogua, que quiere decir «mujer buena». Traía consigo a un niño de la mano, de unos tres años de edad, y bajaron juntos desde la sierra hasta la sabana, donde hicieron una casa en la que vivieron hasta que el muchacho tuvo edad de desposar a Bachué. Tuvieron luego muchos hijos, y era Bachué tan fértil, que en cada parto paría de cuatro a seis hijos, de modo que muy pronto se llenó la Tierra de gente.
Bachué y su esposo viajaron por muchos lugares, dejando hijos en todas partes, hasta que después de muchos años, estando ya viejos, llamaron a muchos de sus descendientes para que los acompañasen de regreso a la laguna de la que habían salido. Cuando estuvieron junto a la laguna, Bachué les habló a todos, exhortándoles a la paz, a vivir en concordia y a guardar los preceptos y leyes que les había dado, en especial el culto de los dioses. Concluido su discurso, se despidió en medio del llanto de ambas partes, convirtiéndose ella y su esposo en dos grandes culebras que se metieron en las aguas de la laguna para nunca más volver, aunque Bachué se apareció después en muchas partes.

### Mitos de civilización

#### Mito de Bochica

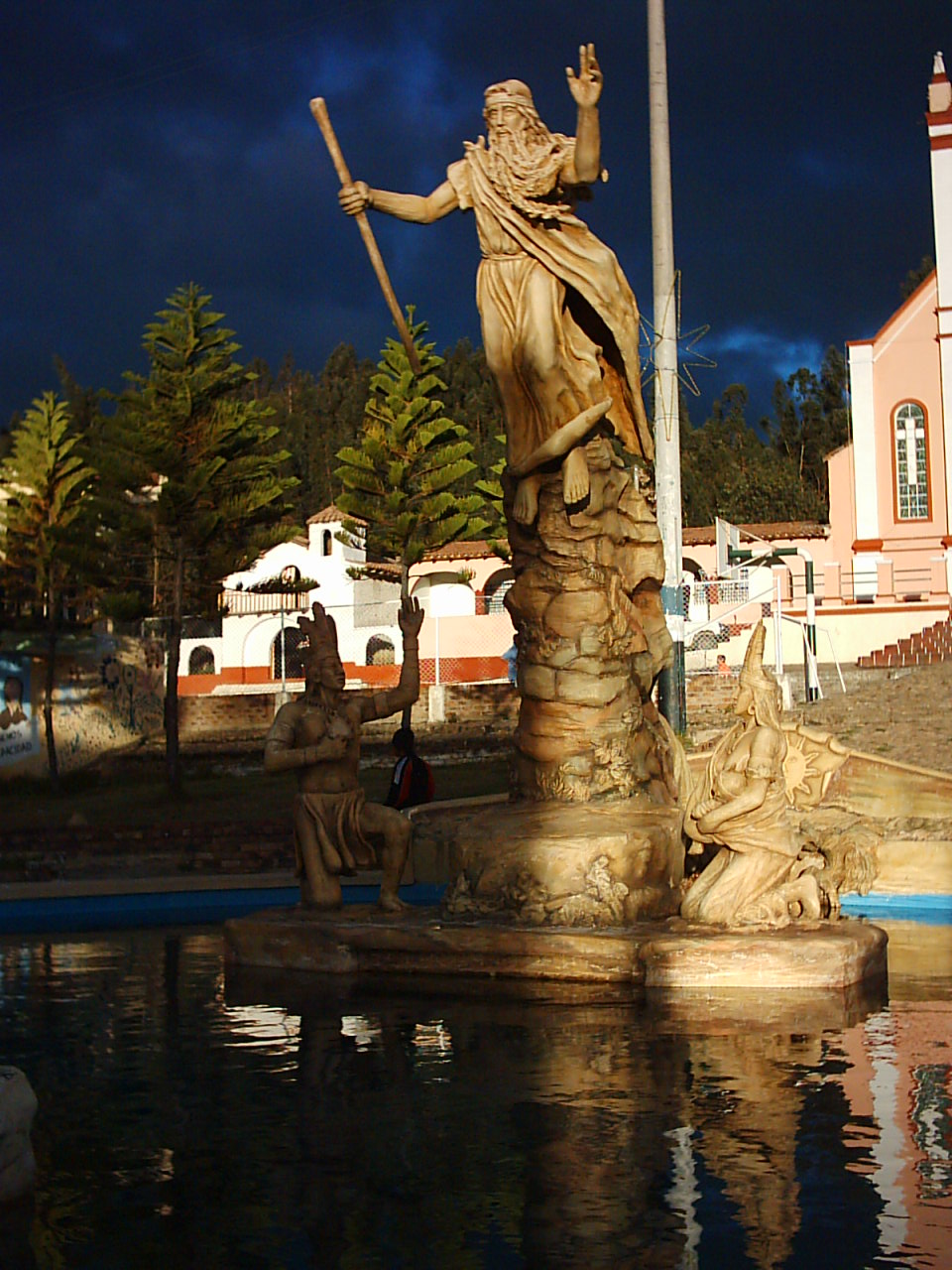
Monumento a Bochica, héroe civilizador (y/o dios) de los muiscas, en Cuítiva (Boyacá).

Según este mito, desde los llanos del Oriente llegó a la Sabana de Bogotá, hace mucho tiempo, un hombre desconocido, de piel blanca y ojos azules, con el cabello y la barba larga hasta la cintura, cogida la cabellera con una cinta, con los pies descalzos, y vistiendo una manta o túnica hasta las pantorrillas, atada con un nudo sobre el hombro derecho. Entró por el pueblo de Pasca, y de allí pasó a Bosa, donde se le murió un camello que traía, cuyos huesos conservaron los muiscas. Este hombre, conocido como Bochica, recibió otros nombres, como Chimizapagua (que quiere decir «mensajero de Chiminigagua»), Nemqueteba, Xué, entre otros.
Bochica les enseñó a los muiscas a hilar algodón y tejer mantas, pues antes de esto, se cubrían con unas planchas burdas de algodón en rama, atadas con cordezuelas de fique. Desde Bosa fue a Fontibón, Funza, Serrezuela (actual Madrid, Cundinamarca) y Zipacón, desde donde tomó rumbo hacia el Norte. En Cota duró algunos días enseñando a un gran número de gente de todos los pueblos vecinos. Allí habló desde un promontorio alto, al que le hicieron un foso alrededor de más de dos mil pasos para que la gente no lo atropellase y pudiese hablar libremente. En ese sitio hicieron después un santuario. Por las noches, dormía Bochica en una cueva a las faldas de una de las montañas que circundan a Cota. Después prosiguió su viaje hacia el Nordeste, hasta llegar a la provincia de Guane, en el actual departamento de Santander, y desde Guane se volvió hacia el Este y entró en la provincia de Hunza y en el valle de Sogamoso, en donde desapareció.

#### Mito de Sadigua
Según los cronistas de Indias, a Bochica se le conoció como Sadigua en las provincias de Hunza (Tunja) y Sogamoso. Sadigua querría decir «nuestro pariente». También fue conocido en aquellas provincias como Sugumonxe («que se hace invisible») y Sugunsua («hombre que se desaparece»). 
Al primer pueblo que llegó en aquella región fue al de Ganza (actual Gámeza), en un sitio llamado Toyú, donde estuvo tres días en una cueva. Allí le fueron a visitar los cacique de Ganza, Bubanza (Busbanzá), Socha, Tasco, Guaquirá y Sátiva, en ese orden, alcanzando grandeza para sus pueblos según iban llegando. Entre ellos, Sogamoso fue superior a los demás. Cuando Sadigua llegó al sitio de Otga, salió Nompanen, cacique de Sogamoso, a recibirlo con toda su gente.
Sadigua enseñó a hilar el algodón y tejer mantas, además de preceptos morales y de la vida en comunidad. Cuando llegó al pueblo de Iza, desapareció, dejando en una piedra estampara la huella de uno de sus pies.

#### Mito de Huitaca
Tiempo después de haber desaparecido Bochica, llegó una mujer de belleza turbadora, llamada Huitaca, o Xubchasgagua, a veces identificada como la misma diosa Chía, o como hija de Chía. Huitaca enseñó doctrinas contrarias a las enseñadas por Bochica. Afirmó que se podía tener una vida relajada, dedicada a los placeres, juegos y borracheras, y que no debían ayudar a los necesitados, ni aunque fuesen sus propios padres.

#### Mito del Tequendama

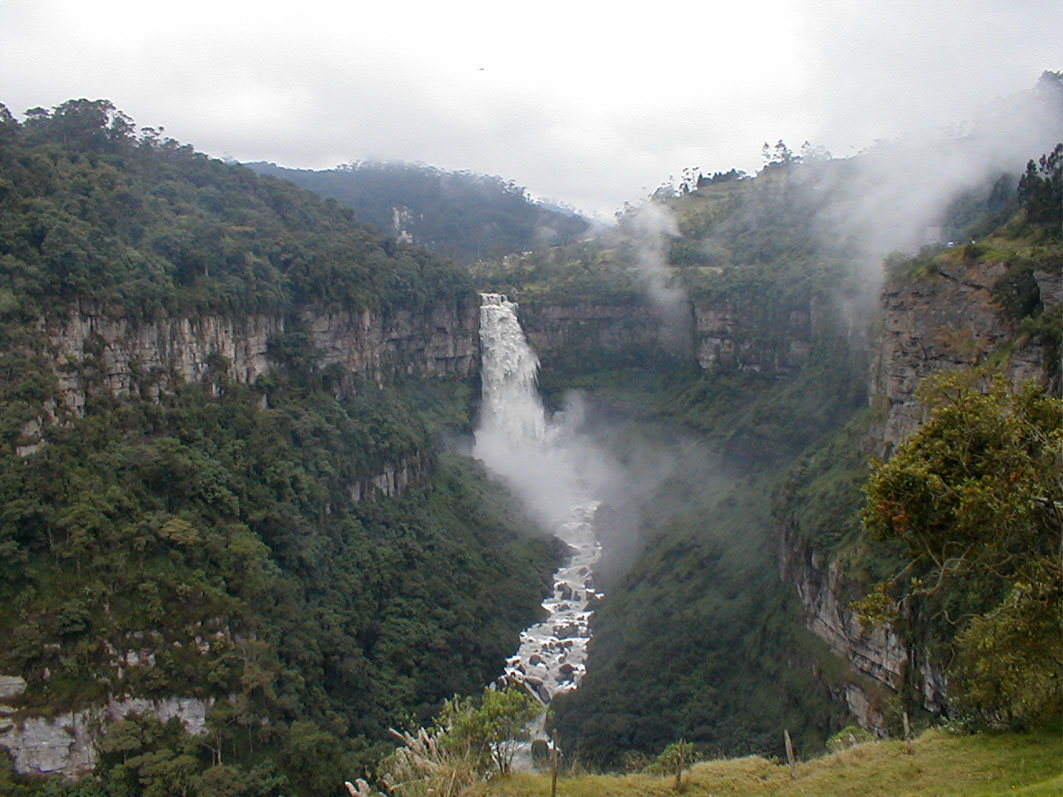
Salto del Tequendama, creado, según el mito, por el poder de Bochica.

Como los muiscas habían perdido el respeto por los dioses, ofendieron a Chibchacum, que antes había sido el más querido de sus dioses. Éste decidió castigarlos inundando la sabana, para lo cual hizo nacer los ríos Sopó y Tivitó, que unieron sus cauces al del Funza (antiguo nombre del río Bogotá). La inundación acabó con muchos cultivos y vidas humanas, hasta que el pueblo clamó con ayunos y sacrificios a Bochica que los librase de aquella calamidad. Finalmente, una tarde, en medio de un gran estruendo, apareció Bochica sobre el arcoíris, con una vara de oro en la mano, la cual arrojó hacia la sierra que trancaba el agua, abriéndose al instante el Salto del Tequendama, que dio paso a las aguas. En castigo por la inundación provocada, Bochica sentenció a Chibchacum a cargar el mundo sobre sus hombros, de modo que cada vez que cambia de hombro para descansar, se produce un temblor de tierra. A Huitaca la castigó Bochica convirtiéndola en lechuza.

## Sacerdocio

### Los chyquy
Los sacerdotes muiscas eran llamados chyquy. Eran los responsables de dirigir las principales ceremonias religiosas. Siempre eran hombres y no se les permitía casarse ni tener ningún tipo de contacto sexual. Vivían recluidos en los templos, y si alguno violaba su castidad, era destituido de su ministerio. Eran muy respetados por la comunidad y consultados para solucionar toda clase de problemas. Comían y dormían muy poco, y hacían frecuentes ayunos. Pasaban la mayor parte de las noches mascando hayo y hablaban muy pocas veces, sólo en lo necesario. La práctica del mambeo era muy importante entre los chyquy, ya que los ayudaba a permanecer en constante estado de vigilia.
La sucesión del poder entre los sacerdotes era igual que entre los gobernantes civiles, es decir, que era el sobrino hijo de la hermana el que heredaba el ministerio.
El proceso de aprendizaje de los chyquy era muy riguroso. El novicio debía permanecer desde su infancia recluido durante doce años dentro de un templo destinado a la enseñanza, llamado Cuca, donde era encomendado bajo la tutoría de un chyquy anciano. No podía consumir sal ni ají. Una vez concluidos los doce años de aprendizaje, se le horadaban la nariz y las orejas para colocarle zarcillos y narigueras de oro. En la ceremonia de iniciación era acompañado por toda la comunidad hasta una fuente o quebrada de agua cristalina donde debía bañarse todo el cuerpo para luego vestirse con mantas nuevas. Luego se dirigía a la casa del gobernante civil de la localidad, quien lo investía otorgándole un poporo de oro, la mochila para cargar el hayo y algunas mantas nuevas. De este modo, el nuevo chyquy podía ejercer su oficio dentro de los límites de su territorio, pues cada poblado tenía su propio chyquy. Posteriormente se hacía una fiesta que duraba varios días, donde se hacían danzas rituales, sacrificios de animales, ofrendas a los dioses, y se bebía abundante chicha.
Los chyquy se encargaban del entierro de los gobernante civiles, pero solo ellos podían acudir, y el lugar del entierro era siempre secreto. Si alguien era descubierto espiando, esa persona era amarrada a una viga y ejecutada con una ráfaga de flechas.

### Los mohanes
Los mohanes, o mojanes, eran sacerdotes libres e informales, alejados de los templos y centros religiosos. Se asentaban sobre todo en cuevas y a orillas de los ríos, entre los matorrales. Cargaban mochilas con hojas de coca, una escobilla y un hueso de venado pintado con el que aspiraban el polvo de yopo. Se untaban el cabello con ceniza y cubrían sus cabezas con pieles de animales cuando danzaban.

## Lugares sagrados
Además de los templos, los muiscas consideraban sagrados a muchos sitios naturales como montes, cerros, peñas, lagunas, bosques, ríos, árboles y fuentes de agua, entre muchos otros, a los que veneraban, no solo por considerar que allí habitaba alguna divinidad, sino también porque creían que había lugares estratégicos para el equilibrio de la naturaleza. También consideraban sagradas a ciertas avenidas por las que decían que había transitado Bochica, y al territorio de Suamox, donde había muerto y delegado su sucesión.

### Bosques sagrados
Los muiscas consideraban a ciertos bosques como sagrados, de modo que no osaban cortar ni un árbol, ni siquiera una rama de aquellos bosques, pues decían que estaban consagrados a los dioses.

### Plantas y árboles sagrados

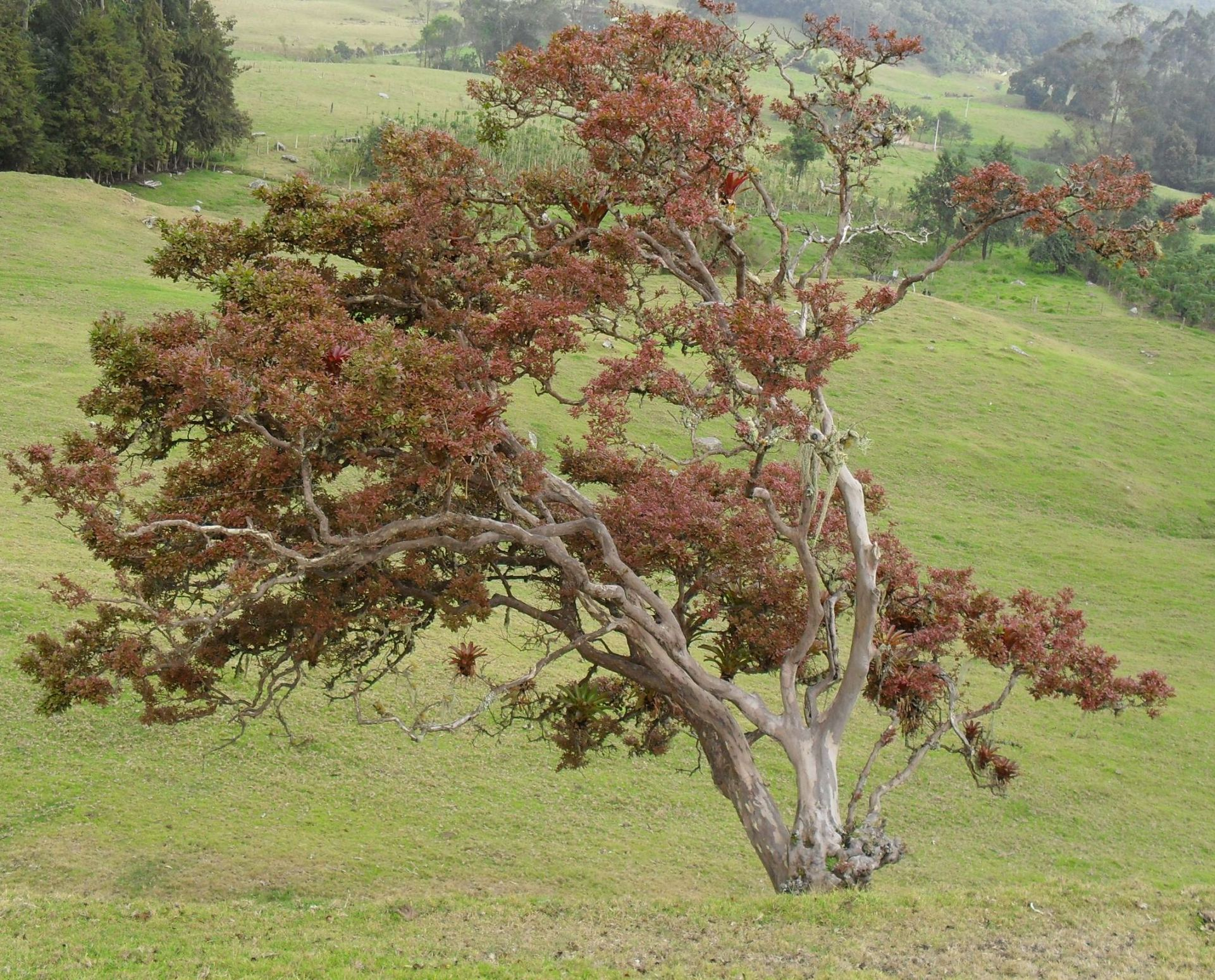
Arbusto de Arrayán.

Algunas de las plantas y árboles sagrados para los muiscas son los siguientes:
- Tyhyquy, castellanizada como Tijiqui (Brugmansia sanguinea, conocida popularmente como «borrachero»).[19]

- Tabaco

- Arrayán

- Nogal

- Guayacán

### Lagunas sagradas

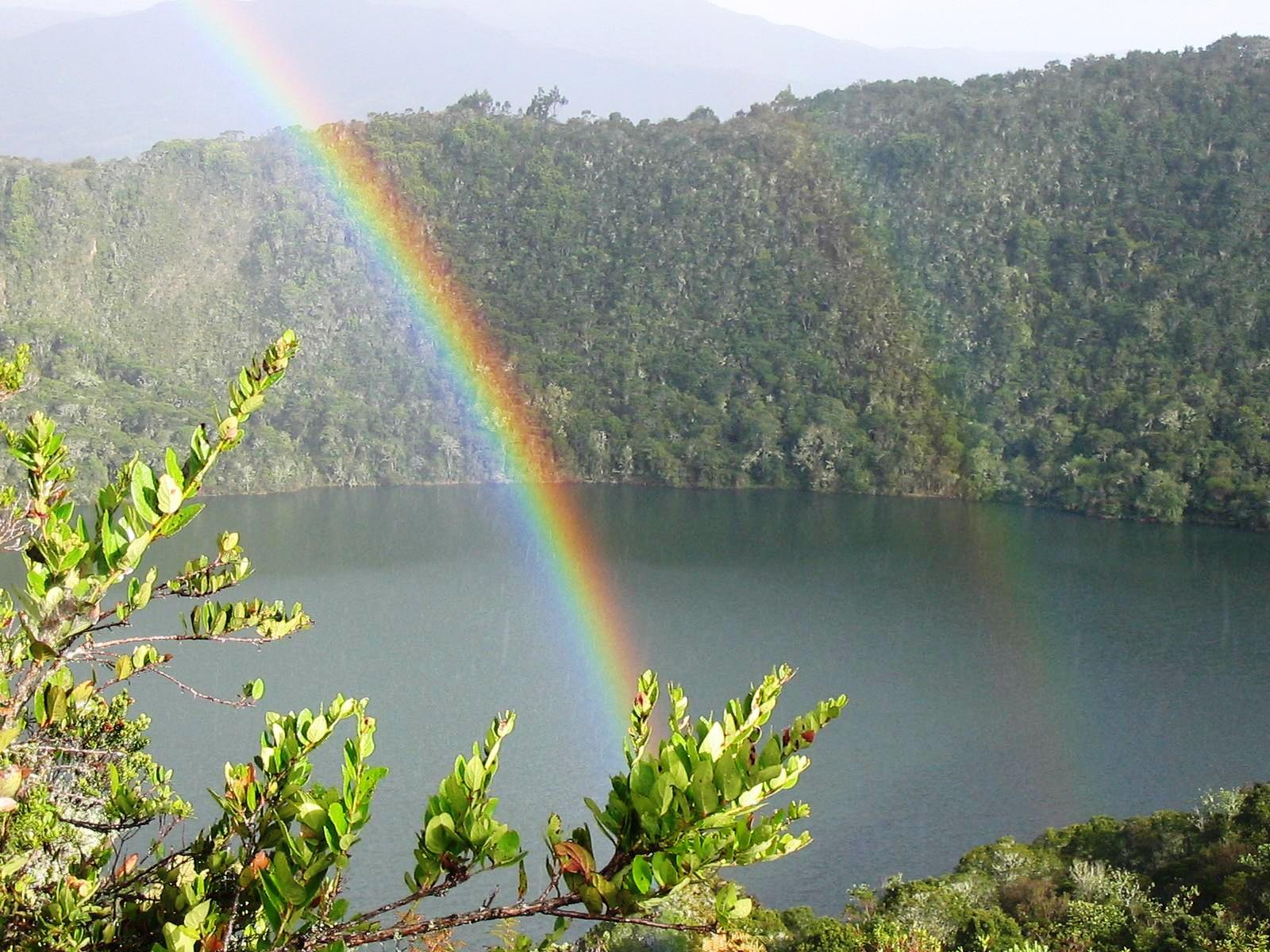
Laguna de Guatavita.

Aunque todas las lagunas eran consideradas sagradas en algún sentido, las más importantes son las siguientes:
- Laguna de Iguaque o laguna de la Guatavita
- Fue la laguna de la que, según el mito, salieron Bachué y el niño con el que luego ella se desposaría. Tiempo después, volvieron a internarse en las aguas de la laguna, transformados en serpientes.

- Lago de Tota: En este lago, según las leyendas locales, habita el Monstruo del Lago de Tota.

Las siete lagunas sagradas de la ceremonia de "Correr la Tierra", son las siguientes:
- Laguna de Ubaque

- Laguna de Teusacá

- Laguna de Guaiaquiti

- Laguna de Tibatiquica

- Laguna de Siecha

- Laguna de Guasca

- Laguna de Guatavita

- Laguna Negra Mongua

### Tierra sagrada de Suamox
Los muiscas consideraban que el territorio de Suamox (actual Sogamoso) es una tierra sagrada, debido a que allí murió Bochica, quien además instituyó que el chyquy de Suamox sería su sucesor y heredero de sus enseñanzas. Los chyquy de Suamox hablaban una lengua secreta que sólo ellos conocían, y que les había transmitido el mismo Bochica.

### Avenidas sagradas
Los muiscas tenían ciertas calles o avenidas a las que consideraban sagradas, pues decían que por allí había caminado Bochica. Nadie podía pisar esas avenidas, sino sólo los máximos dignatarios. Al pueblo sólo se le concedía ese honor durante los días de algunas ceremonias religiosas. El cronista Fray Alonso de Zamora cuenta que una de esas avenidas, ubicada en el Valle de Sogamoso, tenía cien leguas de longitud.

### Templos

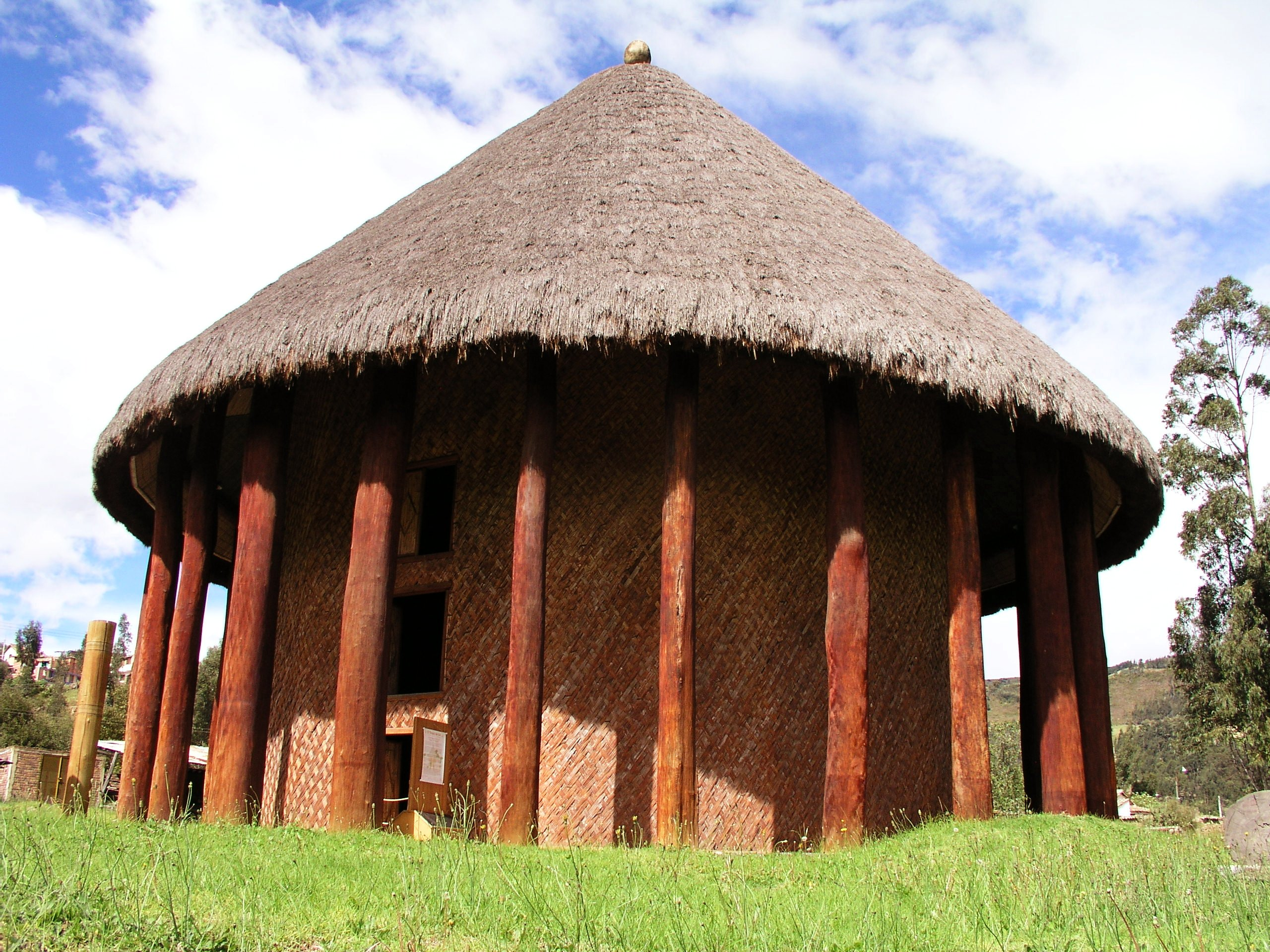
Reconstrucción del Templo del Sol.

Los templos muiscas eran construcciones circulares con techo de paja, paredes recubiertas con esteras, algunas veces pintadas, y el suelo cubierto con paja seca y blanda. Las construcciones estaban sostenidas por troncos de guayacán traídos de los Llanos Orientales que eran hincados en grandes huecos a los que se arrojaban esclavos vivos; la parte del tronco que se adentraba en la tierra tenía forma cónica. El interior de los templos era muy oscuro, ya que el único acceso que tenían era una puerta baja. Por fuera estaban rodeados por una cerca de madera provista de varias puertas de cañas delgadas asidas por cordeles de cabuya.
A los templos muiscas acudían hombres y mujeres para solicitar favores de los dioses y hacer ofrendas. También eran los sitios de enterramiento de los chyquy, quienes vivían en su interior. Adentro tenían muchas estatuas de los dioses y de los antepasados elaborados en madera, arcilla blanca, cera, tejidos, oro y plata, siempre dispuestos en pareja de hombre y mujer y vestidos con mantas de algodón pintadas con múltiples colores.
Los muiscas distinguen tres tipos de casas ceremoniales: los cusmuy, los chunsua y la Cuca.
- Chunsua: Casa ceremonial de naturaleza solar

- Cusmuy: Casa ceremonial de naturaleza lunar.

- Cuca: Seminario donde se impartía instrucción a los futuros chyquy, y en algunos casos también a las autoridades civiles.

## Ofrendas, libaciones y sacrificios

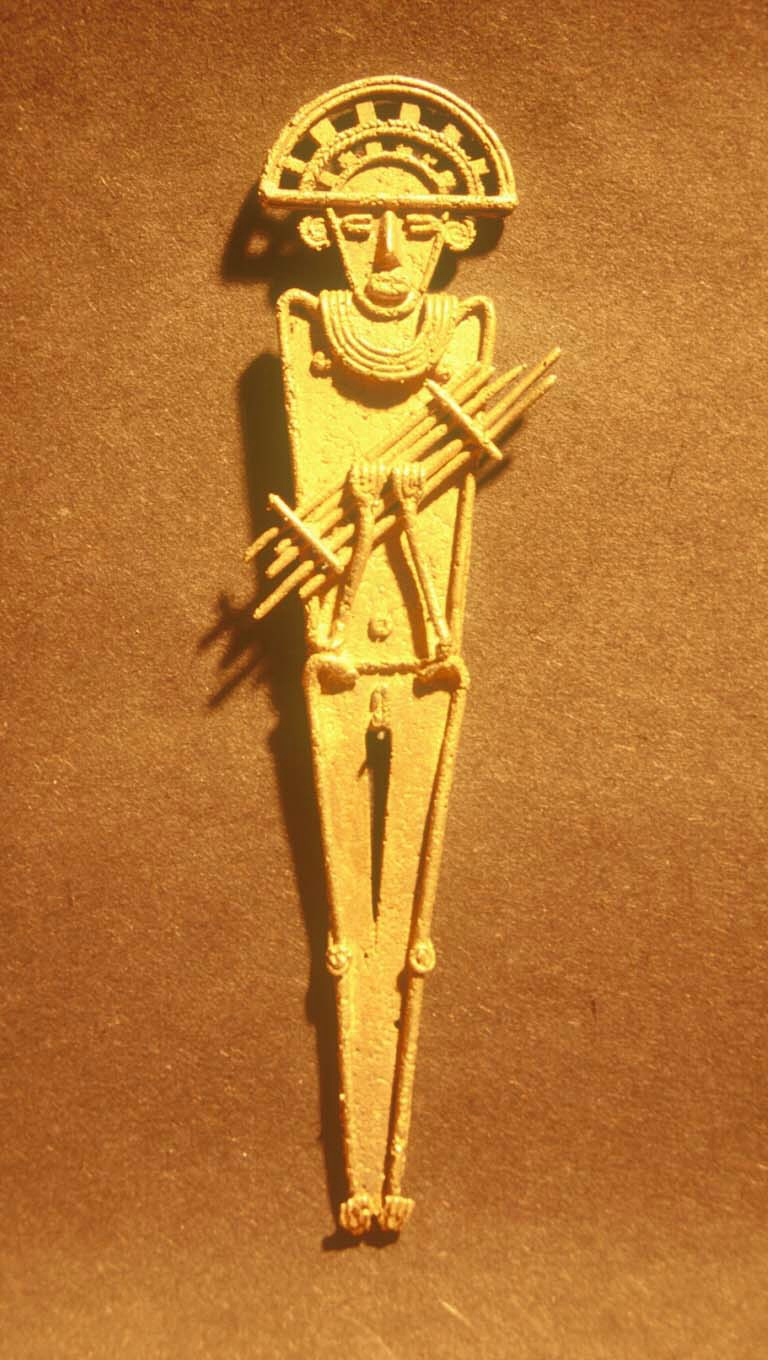
Tunjo muisca.

### Ofrendas con tunjos
Las ofrendas dadas a los dioses por los muiscas consistían principalmente en tunjos de oro, plata y cobre con formas antropomorfas o de animales como serpientes, ranas, lagartijas, mosquitos, hormigas, gusanos, tigrillos, monos, mariposas y aves, entre otros, además de diademas, brazaletes, vasos y casquetes, muchas veces adicionándoles esmeraldas.

### Libación de agua y sahumerios
Una forma de ofrendar a los dioses era libando agua al interior del templo, y encendiendo sahumerios. Esto se hacía en determinadas horas, que se consideraban propicias, y cada hora era cantada por el chyquy.

### Sacrificios de animales
Los animales usados para los sacrificios eran principalmente aves. La sangre era derramada sobre el suelo del templo atando todas las cabezas de las aves y dejándolas colgadas.

### Sacrificios humanos
Los sacrificios humanos se daban bajo dos condiciones:
- La primera condición era que si en guerra contra algún pueblo enemigo capturaban a un muchacho por cuyo aspecto se presumiera que era virgen, a éste lo llevaban luego a un templo donde era sacrificado en medio de aclamaciones y cánticos.

- La segunda condición bajo la que se permitían los sacrificios humanos era que el sacrificado fuera uno de los muchachos a los que llamaban moxas, o mojas. Cada cacique tenía un moxa, y algunos dos. Estos eran jóvenes comprados a treinta leguas del territorio muisca, en un lugar llamado "Casa del Sol". Se compraban siempre en edades de 7 a 8 años, a precios muy altos, pues se creía que podían hablar con el Sol y recibir sus respuestas. Eran tenidos en gran veneración, y siempre se les cargaba en hombros. Cuando llegaban a la pubertad, eran sacrificados y su sangre ofrecida a los dioses, pero si habían tenido relaciones sexuales, se los dejaba libres, pues se pensaba que su sangre ya no valía para nada.[28]

En ambos casos, el modo de sacrificio era el siguiente:
Antes del amanecer, se conducía al joven a la cima de una montaña mirando hacia el Oriente. Llegados al puesto de sacrificio, se iniciaba una ceremonia en la que se cantaban himnos a los dioses. Al joven se lo tendía en una manta sobre el suelo, y allí era degollado con un cuchillo de caña. La sangre era recogida en una totuma y luego untada en unas piedras sagradas en las que debían dar los primeros rayos del Sol. El cuerpo del difunto era enterrado algunas veces en cuevas o sepulturas, pero otras veces era dejado a la intemperie para que se lo "comiera" el Sol.

## Ritos y ceremonias

### Ritos funerarios

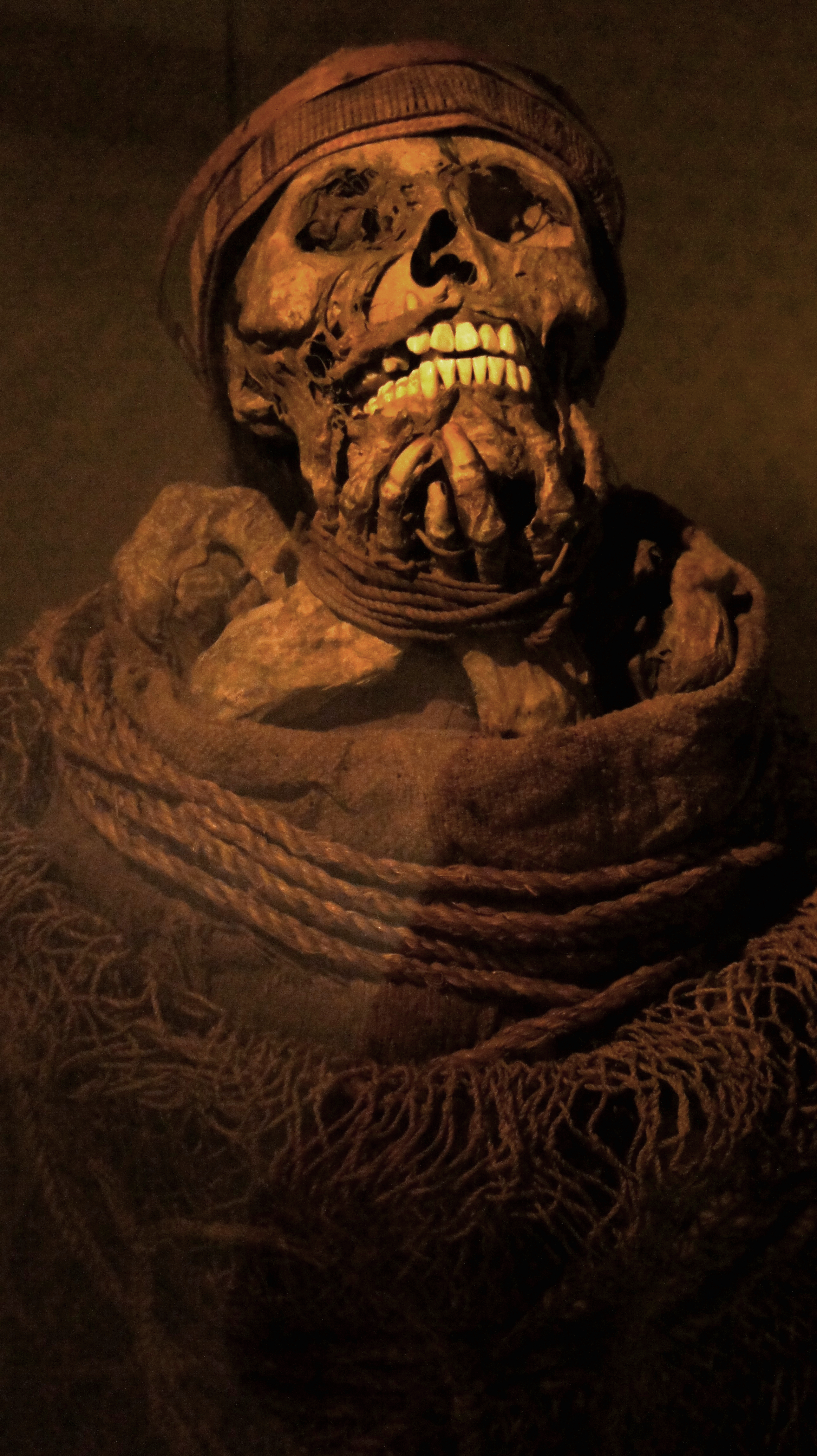
Momia muisca en el Museo del Oro de Bogotá.

El cronista Fray Pedro Simón relató cómo los muiscas: «No desamparaban sus enfermos como lo hacían otras naciones cuando estaban en el artículo de la muerte, pues antes se juntaban muchos a verle morir, hasta que había expirado». Por otra parte, «tenían por dichoso al que moría de algún rayo o por accidente o muerte repentina, porque había pasado sin dolores esta vida». Este cronista describe además diferentes formas de enterramiento. Unas veces se secaban los cuerpos de los difuntos a fuego lento sobre fogones; otras, eran enterrados dentro de templos o bohíos; y otros eran enterrados directamente en los campos, envueltos en una manta, y sobre su sepultura se sembraba un árbol. Juan de Castellanos agrega que en señal de duelo, durante los entierros se ponían mantas pintadas de color rojo, e incluso muchos se teñían también los cabellos con bija roja.
El duelo continuaba seis días con encuentros familiares, en medio de cantos a la memoria del difunto, música, coca, chicha y bollos de maíz, como refiere Fray Pedro Simón: «La gente más honrada lloraba sus difuntos otros seis días después de enterrados, y aun les hacían por algunos tiempos sus aniversarios, convidando para éstos sus deudos y parientes que juntos lloraban al difunto al son de unos tristes instrumentos y voces que cantaban en endechas los grandes hechos del difunto. Alegrábanse al último con chicha y mascando hayo (...) La gente ordinaria convidaba para estos llantos, y con bollos de maíz que daban al fin de ellos a los convidados, quedaban acabadas las exequias».

### Ceremonia de El Dorado
En la ceremonia muisca de El Dorado, o Eldorado, que tenía lugar en la Laguna Sagrada de Guatavita, el Psihipqua tomaba posesión del trono del Zipazgo, con lo que adquiría la dignidad de Zipa. La descripción que en 1636 hizo el cronista Juan Rodríguez Freyle en su libro Conquista y Descubrimiento del Nuevo Reino de Granada, más conocido como El carnero, recoge el testimonio de algunos muiscas que habían vivido antes de la llegada de los españoles.

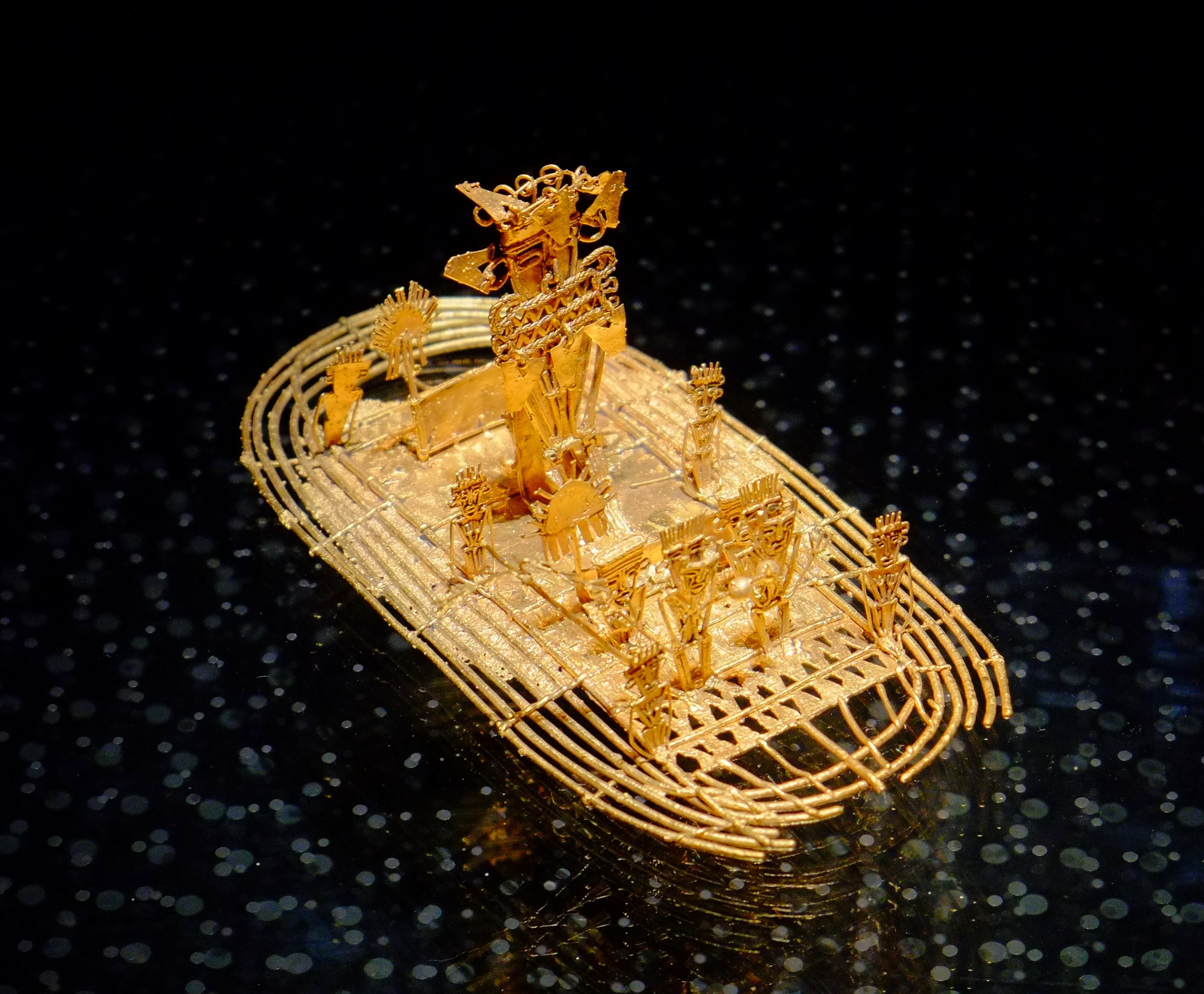

Después del proceso previo por el que tenía que pasar el Psihipqua, heredero del trono del Zipazgo, éste debía ir a la Laguna Sagrada de Guatavita a ofrendar a los dioses. En la orilla de la laguna estaba preparada una balsa de juncos, aderezada y adornada de manera vistosa. En la balsa había cuatro braseros encendidos en los que se quemaba mucho moque, que era el sahumerio de los muiscas, y trementina, con otros muchos y diversos perfumes. Alrededor de la laguna permanecían, como espectadores, toda la nobleza, los principales gobernantes y muchos vasallos, así como los güechas (guerreros) y los chyquy (sacerdotes), adornados cada uno con sus mejores galas y con muchas antorchas encendidas a la redonda. Cuando llegaba el Psihipqua, lo desnudaban completamente, le untaban en todo el cuerpo aceite de trementina y lo espolvoreaban con oro en polvo, de tal manera que su cuerpo quedaba totalmente dorado. Luego se subía en la balsa, en la cual iba de pie, y a sus pies ponían un gran montón de tunjos de oro (figurillas que representaban a los dioses) y esmeraldas, como ofrendas para los dioses. En la balsa entraban los cuatro principales Uzaques (nobles de sangre pura), también desnudos, y cada cual llevaba su ofrecimiento. Una vez que partía la balsa, muchos hombres que estaban en la orilla comenzaban a tocar instrumentos musicales: cornetas, fotutos, entre otros, y todos los asistentes aclamaban al Psihipqua hasta que la balsa llegaba al centro de la laguna. En ese momento, se alzaba una bandera, que hacía la señal para el silencio. Entonces el Psihipqua hacía su ofrecimiento a los dioses, arrojando todo el oro y las esmeraldas a la laguna, y los Uzaques que iban con él hacían lo mismo con sus ofrecimientos. Después, el Psihipqua se sumergía en el agua para que el oro en polvo se desprendiera también como ofrecimiento a los dioses. Cuando acababan, se bajaba la bandera, que durante el ofrecimiento había permanecido alzada, y partiendo la balsa de nuevo hacia la orilla, se alzaba un griterío con música y danzas alrededor de la laguna, con lo que quedaba investido el nuevo Zipa.

## Festividades
Las festividades muiscas estaban asociadas principalmente al ciclo agrícola y al ciclo de la vida. Gonzalo Jiménez de Quesada cuenta en su Epítome de la Conquista del Nuevo Reino de Granada: «Es gente muy perdida por cantar y bailar a su modo y eso son sus placeres». Según el cronista Juan Rodríguez Freyle, en las fiestas muiscas no podía faltar la chicha: «La mayor prevención era que hubiese mucha chicha que beber para las borracheras que se hacían de noche».
Sobre sus cantos, música y bailes donde se mezclaban risas y llantos, ritmos tristes y alegres, dice Lucas Fernández de Piedrahíta: «gastaban mucha cantidad de chicha; danzaban y bailaban al compás de sus caracoles y fotutos; cantaban juntamente algunos versos o canciones que hacen en su idioma y tienen cierta medida y consonancia, a manera de villancicos y endechas de los españoles. En este género de versos refieren los sucesos presentes y pasados y en ellos vituperan o engrandecen el honor o deshonor de las persona a quienes los componen; en las materias graves mezclan muchas pausas y en las alegres guardan proporción, pero siempre parecen sus cantos tristes y fríos, y lo mismo sus bailes y danzas, mas tan acompasados que no discrepan un solo punto en los visajes y movimientos, y de ordinario usan estos bailes en corro, asidos de las manos y mezclados hombres y mujeres».

### Fiestas de la siembra y de la cosecha
Lucas Fernández de Piedrahíta, en su Historia general de las Conquistas del Nuevo Reino de Granada, dejó una detallada descripción de las fiestas de la siembra y de la cosecha que celebraban los muiscas: «Otra de las ceremonias más ostentosas que hacían eran las procesiones, a que asistían sus reyes o caciques, respectivamente, en ciertos tiempos del año, especialmente en el de las siembras o cosechas, y formábanse éstas en ciertas avenidas anchas de a más o menos de media legua de longitud. Las personas que salían en ellas (sin que entre en cuenta la innumerable multitud de gente que concurría a verlas) serían de diez a doce mil, que la noche antes se lavaban los cuerpos para ir el día siguiente más decentemente adornadas».
Pintados de rojo y negro y disfrazados de animales comenzaba el carnaval: «Dividíanse en cuadrillas y parcialidades con diferentes trajes y disfraces, arreados de patenas de oro y otras diferentes joyas que abundaban, aunque todos convenían en llevar pintados los cuerpos de vija y jagua (rojo y negro). Unos iban representando osos, otros en figura de leones (pumas andinos) y otros de tigres (esto es, cubiertos con sus pieles), y (…) otras muchas representaciones de animales diversos. Iban los sacerdotes con coronas de oro en forma de mitras, a quienes seguía una prolongada cuadrilla de hombres pintados, sin disfraz ni joya alguna sobre sí, y éstos llorando y pidiendo al Bochica y al Sol mantuviesen el estado de su rey o cacique y le otorgasen la súplica y ruego a que había dispuesto aquella procesión, para lo cual llevaban puestas máscaras con lágrimas, retratadas tan a lo vivo que eran de ver». Le sorprende a Piedrahíta que después de los que rogaban, pedían y lloraban seguía la procesión con otra comparsa de risas, bailes y alegrías que celebraba los favores concedidos: «era lo más gracioso de todo, que luego inmediatamente entraba otra caterva dando los unos grandes risadas y saltando de alegría, y diciendo los otros que ya el Sol les había concedido lo que los delanteros le iban pidiendo con lágrimas, de suerte que de las risadas, lloros y gritos, se componía una barahúnda tal cual se deja entender (…) en pos de aquella alegría desacompasada iban otros con máscaras de oro disfrazados y con las mantas arrastrando por el suelo en forma de cauda (…) con el fin da barrer la carrera para que otros danzasen, pues les iba casi pisando las mantas otra gran muchedumbre de ellos ricamente adornados, bailando y cantando al compás triste y flemático de sus maracas y flautas, y tras ellos otros y luego otros, y tantos con diferentes invenciones, que no es fácil reducir a la pluma la diferencia de sus cuadrillas y galas, más propias de pandorgas dispuestas para la ociosidad que de procesiones dedicadas a la religión».
Cerraba la procesión el cacique, ataviado con los mejores adornos, el poder se escenifica: «El último lugar llevaba el rey o cacique con el más costoso adorno y majestad que le era posible, y aunque era crecidísimo el número de gentes que le seguían y la diferencia de los trajes en que iban, denotaba ser parcialidades distintas (…) y lo que no parecerá creíble (…) era la gran cantidad de oro que iba en ellas en tan distintas joyas, como eran máscaras, mitras, patenas, medias lunas, brazaletes, ajorcas y figuras de varias sabandijas (…) por muy de mañana que se diese principio a esta fiesta no se hacía poco en volver a la noche con la procesión a palacio, donde se gastaba de su chicha». Termina su relato el cronista consignando la dificultad que tuvieron para acabar con esta popular fiesta muisca: «Estas procesiones se continuaron por muchos años después de conquistado el reino, y ninguna ceremonia se desarraigó de sus naturales con tanta dificultad como ella».

### Fiestas de los caciques
En los meses correspondientes (según el calendario occidental) a enero, febrero y parte de marzo, tenían lugar unas festividades en las que se convidaban alternativamente unos caciques a otros. En dichas festividades, según cuenta Fray Pedro Simón: «Asíanse de la mano hombres y mujeres haciendo corro y cantando canciones, ya alegres ya tristes, al son de flautas y fotutos; tenían en medio las múcuras de chicha de donde iban esforzando, duraba esto hasta que caían embriagados y tan excitados de la lujuria del calor del vino, que cada hombre y mujer se juntaban con el primero o primera que se encontraba porque para esto había general licencia en estas fiestas, aún con las mujeres de los caciques y nobles (…) así pues por virtud de la unión real de los seres humanos las plantaciones crecerían y fructificarían mejor».

### Fiestas de la construcción de cercados
Igual de festivo era el transporte de las piedras y de los grandes postes necesarios para construir los cercados, donde tampoco faltaba la chicha, los cantos, los adornos y la pintura corporal, como relata Piedrahíta: «juntando a un tiempo la voz, los píes y las manos al compás de la voz de uno que les sirve de guía, a la manera que saloman los marineros en los navíos, y es para ellos este ejercicio de tanto gusto que lo tienen por fiesta, y para entonces se ponen penachos de plumas y medias lunas; píntanse y arréanse, y llevan mucha cantidad del chicha que beben».

### Fiestas de la inauguración de cercados
Fray Pedro Simón relata que: «Después de acabado el cercado, convidaba el cacique a todo el pueblo para una gran borrachera que duraba muchos días, en que había muchos juegos, bailes y entretenimientos». Mientras dura la fiesta, y continuando con la mezcla de tristezas y alegrías, de celebración de la vida y de la muerte entre los muiscas, dos hombres mayores permanecían en la entrada, desnudos, cubiertos por una red, ayunando y tocando una música melancólica que recordaba la inevitable realidad de la muerte a los alegres festejantes: «estaban a la pueerta del cercado, desde la mañana hasta la noche, sin comer ni beber, dos indios, ya en edad mayores, desnudos todo el cuerpo, en pie, cubiertos con una red grande de coger pájaros, tañendo con unas flautas y haciendo una música melancólica y triste para significar con aquello más al vivo lo que representaban estando allí con aquella postura, que era la muerte. Porque decían que la red era instrumento suyo, pues mataban con ella las aves; el estar desnudos representaba, cómo deja a los hombres cuando los acomete, pues quedan desnudos de todas sus cosas de esta vida; y a lo mismo aludía el no comer ni beber en todo el día, pues también los privan de eso. De lo que era bien se acordasen en todos los juegos, fiestas y entretenimientos, y por eso estaban a la puerta de la fiesta para que antes de ella, se le representasen a todos los que se hallaban en ellas, que habían de morir». Risas y llantos siempre estaban juntas alternándose en las ceremonias: «Y aun entre los regocijos de dentro había indios con instrumentos que hacían músicas tan tristes, que incitaban a llorar a todos, de rato en rato, en medio de los regocijos y bailes. Usaban todos los indios estas fiestas siempre que estrenaban casas nuevas». De estas fiestas hacían parte integral las carreras por avenidas que salían del cercado: «Para más solemnizar estas fiestas de la dedicación de sus casas, los caciques ordenaban que algunos mozos de buena disposición corriesen cierta distancia (…) algunas veces de más de cuatro leguas (…) yéndose aventajando a los demás los más valientes, volvían más presto a la casa de donde habían salido, donde les iba premiando el cacique su valentía como iban llegando”.